# Segment A

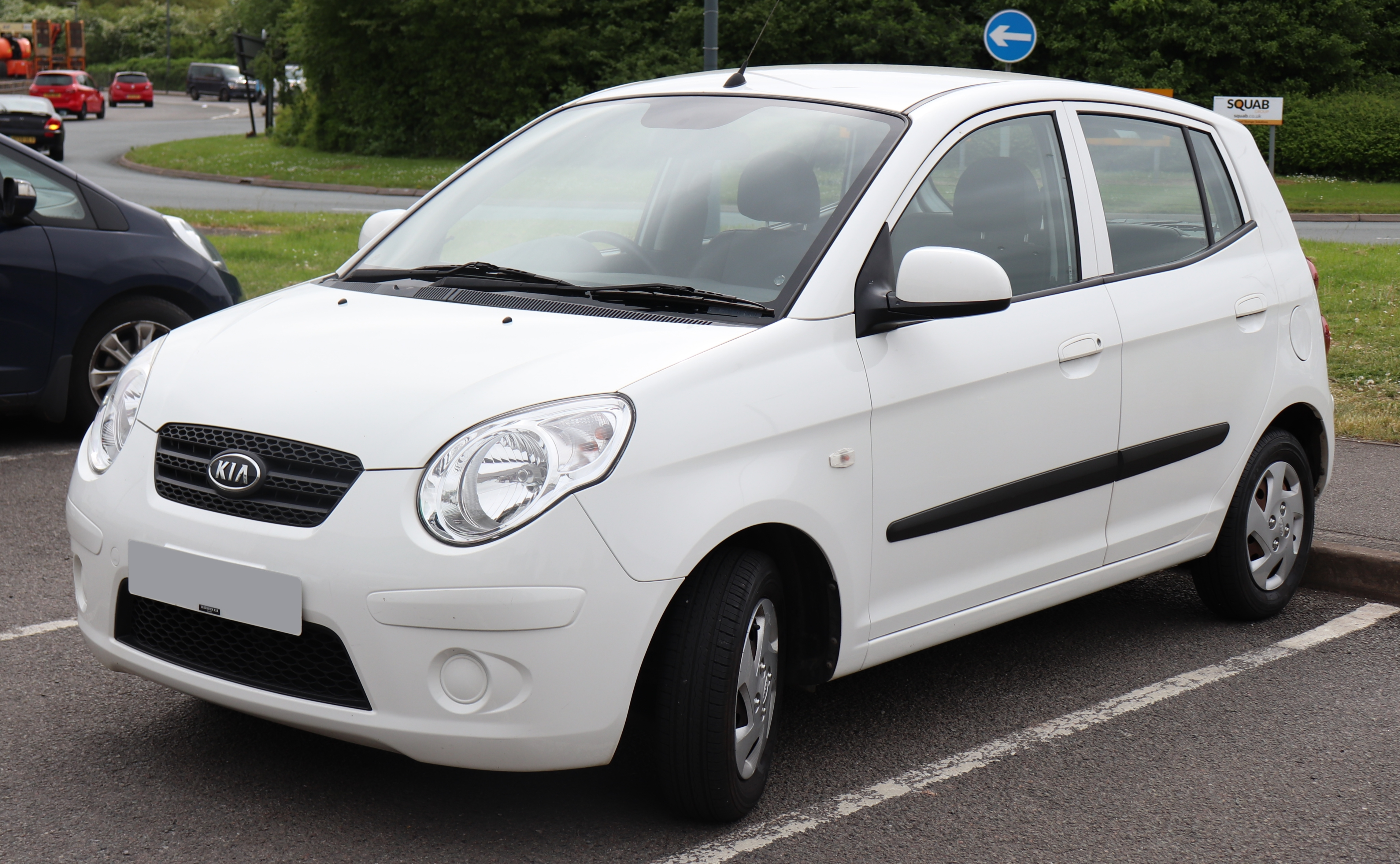
Kia Picanto, un automòbil de turisme del segment A amb carrosseria amb porta posterior.

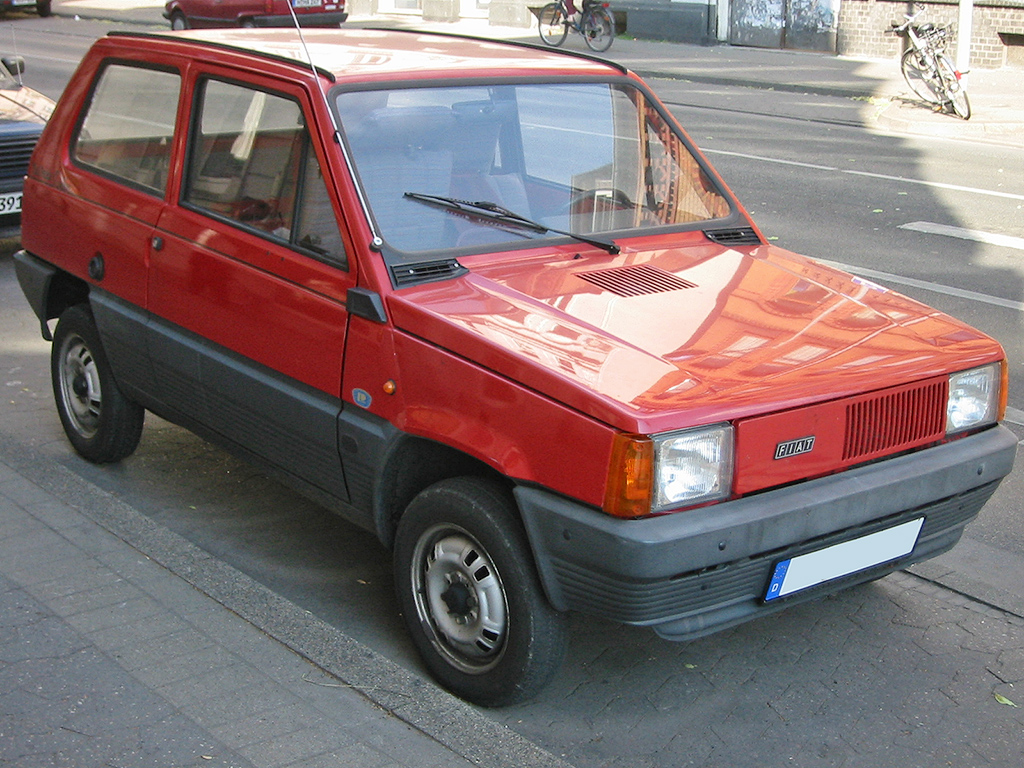
Fiat Panda, un automòbil del segment A de 1980.

El  segment A  és la primera categoria del sistema de classificació de turismes definit per la Comissió Europea. S'utilitza per a cotxes urbans, la categoria més petita de turismes definida. Se situa per sobre dels microcotxes i per sota del segment B. Actualment aquests vehicles mesuren aproximadament entre 3,30 m i 3,70 m de llarg, i generalment tenen espai suficient per a quatre adults, a diferència d'un microcotxe que només té lloc per a dues persones.
Excepte escasses excepcions, la carrosseria és pràcticament sempre de cotxe amb porta posterior o monovolum, en aquest últim cas se'ls denomina també "micromonovolum". Els motors tenen com a molt quatre cilindres i rares vegades superen els 1,6 litres de cilindrada.
Al Japó hi ha una categoria fiscal per aquests automòbils anomenada kei car, que determina entre altres aspectes una longitud menor a 3,40 m i una cilindrada inferior a 660 cc.
Les vendes del segment A varen representar aproximadament el 7-8% del mercat durant la dècada de 2010.